# Dia Nacional da Masturbação

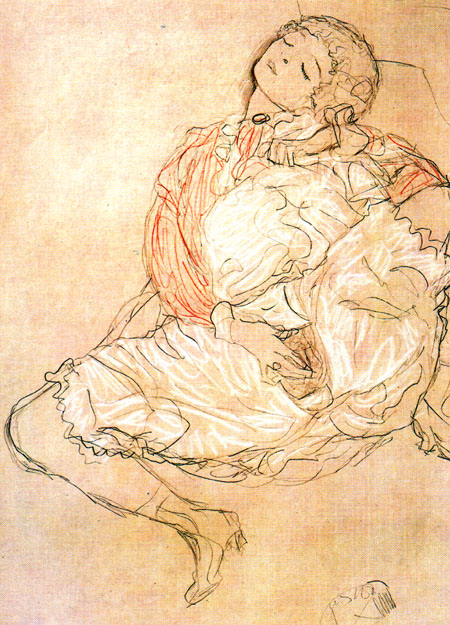
Masturbação (1916) por Gustav Klimt

O Dia Nacional da Masturbação, também conhecido como Dia Internacional da Masturbação, é um evento anual realizado para proteger e celebrar o direito de se masturbar. O primeiro Dia Nacional da Masturbação aconteceu em 7 de maio de 1995, depois que a varejista  sexo-positivo Good Vibrations declarou o dia em homenagem a Cirurgiã General Joycelyn Elders, que foi demitida pelo Presidente Bill Clinton em 1994 por sugerir que a masturbação fizesse parte do currículo de educação sexual dos alunos.
Desde então, o Dia Internacional da Masturbação foi expandido para incluir todo o mês de maio como Mês Internacional da Masturbação.